# 森本木羊子
森本 木羊子（もりもと もくようし、1898年 - 1992年）は、日本の版画家、仏画家。熊本県熊本市新鳥町（現在の熊本市新町4丁目）出身。日本板画院に所属。

## 略歴
- 1919年（大正8年）、大阪貿易学校英語科卒業し、上京。
  - 浜村蔵六、野川鼎象に篆刻を、増原宗一に日本画を学ぶ。
- 1924年（大正13年）、貿易商に勤務。セイロン島コロンボ勤務。
  - ここでインド・セイロンの仏教美術に接し研究する
- 1935年（昭和10年）、大阪髙島屋に入社。美術部、呉服部勤務
  - 柳宗悦、河井寛次郎、棟方志功らと知己を得て、民藝運動に傾注する。
- 1953年（昭和28年）、高島屋退職。木版画を始める。
- その後
  - 日本工芸館で棟方と合同版画展。
  - 湊川神社拝殿の天上画「白馬」、「天馬」を献納。
  - 西大寺山門扁額「勝寶山」を彫刻し、献納。
  - 「みんげい」で河井武一と「押出版画と陶芸展」を開催。
  - 「堂島日本工芸館」「たくみ」「中宮画廊」「りーち」で個展開催。
  - 毎年、東大寺二月堂、修二会の紙手を寄進した。